# الأرمن في المملكة المتحدة
تتكون الجالية الأرمنية في المملكة المتحدة بشكل رئيسي من المواطنين البريطانيين الذين ينحدرون بشكل كامل أو جزئي من أصل أرمني. كانت هناك هجرات متفرقة من أرمينيا إلى المملكة المتحدة منذ القرن الثامن عشر، وكان أكبر تدفق بعد اندلاع الحرب العالمية الثانية. تتمركز الأغلبية في المدن الرئيسية مثل لندن ومانشستر. سجل تعداد المملكة المتحدة لعام 2001، 589 شخصًا من أصل أرمني يعيشون في المملكة المتحدة، وفي عام 2013، قدر مكتب الإحصاءات الوطنية أن عدد المواطنين المنحدرين من أصل أرمني في المملكة المتحدة 1720، فيما وصل عدد حاملي الجنسية الأرمنية المقيمين في المملكة إلى 1235. بينما قدّر مؤتمر الأرمن في الشتات أن هناك ما يصل إلى 18000 أرمني يعيشون في المملكة المتحدة.

## التاريخ
تشكّل أول مجتمع أرمني في بريطانيا في مانشستر في القرن التاسع عشر، حيث قامت مجموعة من تجار المنسوجات والصناعيين الصغار في عام 1870 بافتتاح أول كنيسة أرمينية في بريطانيا (كنيسة الثالوث الأقدس في مانشستر). وفي عام 1896 كان هناك ما يقدر بنحو 500 أرمني في لندن.

## التوزيع السكاني
وفقًا لتقرير نشر في عام 1989، كان حوالي 10000 أرمني يعيشون في لندن الكبرى في ذلك الوقت. كان يُعتقد أن غالبيتهم هي من المهاجرين من لبنان وسوريا والعراق وإيران وقبرص. بالإضافة لقلّة من أرمن إثيوبيا والهند ومصر وإسرائيل وآخرين.
تُعدّ مانشستر موطنًا للسكان الأرمن منذ عام 1835، وبحلول عام 1862 كانت هناك 30 شركة ومؤسسة مملوكة للأرمن في المدينة. عملَ المهاجرون الأرمن الأوائل في تجارة الحرير. وفي عيد الفصح عام 1870، افتُتحت كنيسة أرمنية في مانشستر باسم كنيسة الثالوث الأقدس، مما جعلها أول مؤسسة دينية أرمنية في أوروبا الغربية. وفي عشرينات القرن العشرين تأسست رابطة السيدات الأرمنيّات في مانشستر.

## الكنائس
توجد في بريطانيا ثلاث كنائس أرثوذكسية أرمنية: كنيسة القديس سركيس في كنسينغتون في لندن، كنيسة القديس يغيتش في ساوث كنزنغتون أيضًا في لندن، وكنيسة الثالوث الأقدس في مانشستر.

## قائمة الأرمن البريطانيين البارزين
- ليفون شلينجيران، موسيقي حائز على رتبة الإمبراطورية البريطانية.
- آرا درزي، طبيب جرّاح ووزير صحة سابق.
- ديفيد ديكنسون، مقدّم تلفزيوني.
- كالوست كولبنكيان، رجل أعمال كبير وأحد مؤسسي شركة رويال داتش شل.
- روبرت استيبانيان، بروفسور في الاتصالات في جامعة كينغستون.[11]
- باريت ماغاري، روائي.
- كيفورك مالاكيان، ممثل، شارك في عدّة برامج تلفزيونية مثل اعقل لغتك، وعدّة أفلام مثلإنديانا جونز والحملة الأخيرة.
- كيف أوركيان، موسيقي ومثل كوميدي.
- ألكسندر رفائيل، أول شخص من أصل أرميني يصبح عضوا في مجلس عموم المملكة المتحدة.[12]
- آرا سارفيان، مؤرخ ومدير معهد غوميداس.
- ألكسندر سيفاليان، بروفسور ورئيس قسم تقنية النانو والطب التجديدي في كلية لندن الجامعية.
- أندي سركيس، ممثل ومخرج ومؤلف اشتهر بلعب دور غولوم في فيلم سيد الخواتم.
- الأميرة ديانا في ويلز، لها أصول أرمنية من خلال جدتها الكبرى إليزا كيوارك.
- جو سترومر، موسيقي والمغني الرئيسي في ذا كلاش.

## روابط خارجية
- الطائفة الأرمنية ومجلس الكنيسة في بريطانيا العظمى
- مركز المعلومات والمشورة الأرمينية
- جمعية النساء الأرمن في لندن